# 锡耶阿芒塞
锡耶阿芒塞（法語：Silley-Amancey，法語發音：[sijɛ amɑ̃sɛ]）是法国杜省的一个市镇，属于贝桑松区。

## 地理
锡耶阿芒塞（47°1'55"N, 6°8'23"E）面积5.16 平方千米，位于法国勃艮第-弗朗什-孔泰大區杜省，该省份为法国东部内陆省份，北起上索恩省，西接汝拉省，东部及东南部与瑞士接壤，东北部与贝尔福地区省接壤。
与锡耶阿芒塞接壤的市镇（或旧市镇、城区）包括：博朗多、尚特朗、弗拉热、勒涅、奥尔南。

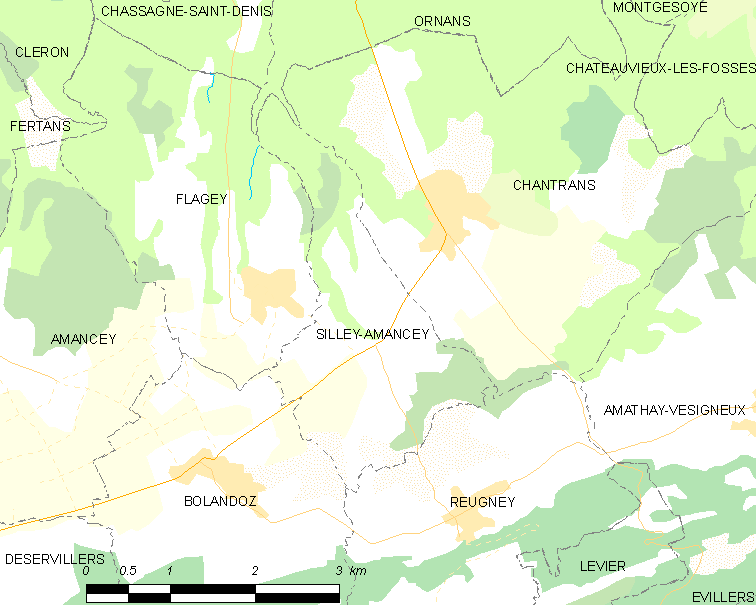
锡耶阿芒塞的OSM定位图

锡耶阿芒塞的时区为UTC+01:00、UTC+02:00（夏令时）。

## 行政
锡耶阿芒塞的邮政编码为25330，INSEE市镇编码为25545。

## 政治
锡耶阿芒塞所属的省级选区为奥尔南县。

## 人口

1962-2008年间锡耶阿芒塞人口变化图示

锡耶阿芒塞于2022年1月1日时的人口数量为134人。